# Ivan Fuqua
Pour les articles homonymes, voir Fuqua.
Ivan William Fuqua (né le 9 août 1909 à Decatur – mort le 14 janvier 1994 à Raleigh) est un athlète américain spécialiste du 400 mètres.
Étudiant à l'université de l'Indiana, Ivan Fuqua participe à l'épreuve du relais 4 × 400 m lors des Jeux olympiques d'été de 1932 à Los Angeles. L'équipe américaine, composée également de Edgar Ablowich, Karl Warner et de Bill Carr (champion olympique du 400 m la même année), remporte la médaille d'or en 3 min 8 s 2, établissant un nouveau record du monde de la discipline. Il remporte par ailleurs le titre du 400 m des Championnats de l'Amateur Athletic Union en 1933 et 1934.
Il devient entraineur de l'équipe de l'université du Connecticut peu avant la Seconde Guerre mondiale, puis dirige la section athlétisme de l'université Brown de 1947 à 1973.

## Palmarès
| Date | Compétition     | Lieu        | Place | Discipline |
| ---- | --------------- | ----------- | ----- | ---------- |
| 1932 | Jeux olympiques | Los Angeles | 1er   | 4 × 400 m  |